# Musica Elettronica Viva
I Musica Elettronica Viva, anche conosciuti con l'acronimo MEV, sono un gruppo musicale italiano acustico ed elettronico fondato a Roma nel 1966. Hanno fatto parte del gruppo musicisti come Alvin Curran, Richard Teitelbaum, Frederic Rzewski, Allan Bryant, Carol Plantamura, Ivan Vandor, Steve Lacy e Jon Phetteplace.

## Storia
I MEV furono uno dei primi gruppi a sperimentare le possibilità di trasformazione del suono attraverso il sintetizzatore. Nel 1967 presero parte ad un concerto che vedeva sul palco John Cage con la sua composizione Solo for Voice 2 e la voce di Plantamura trasformata da un sintetizzatore Moog. Sul finire degli anni '60 il gruppo partecipò ad un progetto musicale di Michelangelo Pistoletto dal nome Lo Zoo. Nei loro concerti erano soliti inserire strumenti non convenzionali, amplificando i suoni concreti di oggetti come lastre di vetro, latte o olio d'oliva. Il gruppo è attivo come progetto parallelo dei loro componenti, le cui carriere si sono sviluppate nella musica classica contemporanea. L'ultimo concerto dei MEV si svolse al Tanglewood Festival nella città di Tanglewood nel 2007.

## Discografia

### Album in studio
- 1967 -  Spacecraft
- 1969 - Friday
- 1969 - The Sound Pool
- 1970 - Leave the City
- 1970 - Live Electronic Music Improvised (split con gli AMM)
- 1978 - United Patchwork
- 1990 - Unified Patchwork Theory
- 1996 - The Original
- 1999 - Rome Cansrt
- 2001 - Spacecraft/Unified Patchwork Theory
- 2004 - Pieces
- 2005 - Apogee (con gli AMM)
- 2008 - 7 2 Berlz
- 2016 - Symphony No 106

### Album dal vivo
- 2017 - Symphony 108. Live at Brno Philharmonic

### Raccolte
- 2008 - MEV 40

### Singoli
- 1995 - Live '94